# Léon Bonnat
Pour les articles homonymes, voir Bonnat.
Léon Bonnat, né le 20 juin 1833 à Bayonne et mort le 8 septembre 1922 à Monchy-Saint-Éloi, est un peintre, graveur et collectionneur d'art français.
Il est grand-croix de la Légion d'honneur.

## Biographie

### Les débuts
Originaire de Bayonne, Léon Joseph Florentin Bonnat vit entre 1846 et 1853 à Madrid, où son père Joseph Bonnat est libraire et où il étudie la peinture auprès de José de Madrazo y Agudo et de Federico de Madrazo. Il arrive à Paris en 1854, et devient l'élève de Léon Cogniet à l'École des beaux-arts. Sa Résurrection de Lazare lui vaut un deuxième prix au prix de Rome en 1857.
L’étude des maîtres espagnols au musée du Prado a fait que sa peinture soit à l’avant-garde de la peinture française dans les années 1850, opposant le néo-classicisme et utilisant une palette de tons terreux et de fonds neutres, ainsi qu’un coup de pinceau lâche et déterminé.
Il fait un long séjour un voyage en Italie au début des années 1860, où il fait partie du groupe des Caldarrosti avec Jean-Jacques Henner et Edgar Degas. Il visite l'Orient et voyage en Grèce et au Moyen-Orient à la fin des années 1870.

### Le portraitiste
À son retour, il se consacre aux scènes de genre et plus particulièrement au portrait.
On lui doit ainsi environ 200 portraits de personnalités de son temps, parmi lesquels ceux de Louis Pasteur, Alexandre Dumas (fils), Henri Germain, Victor Hugo, Dominique Ingres, Joseph-Nicolas Robert-Fleury, Hippolyte Taine, Sosthènes II de La Rochefoucauld duc de Doudeauville et son épouse Marie princesse de Ligne, de leur fils Armand de La Rochefoucauld, Pierre Puvis de Chavannes, et parmi les personnalités politiques, ceux de Léon Gambetta, Jules Ferry, Armand Fallières, Adolphe Thiers, Jules Grévy, Émile Loubet, le duc d'Aumale ou Ernest Renan.
Dans son autoportrait du musée du Prado, on peut voir comment sa peinture a évolué vers des formes plus audacieuses, en grattant le pinceau et en utilisant la spatule, avec un colorisme étendu, ce qui lui valut d'être considéré comme un peintre académique.
Portraitiste à succès, il est comblé d'honneur et devient membre de l'Académie en 1881.

### Les sujets religieux

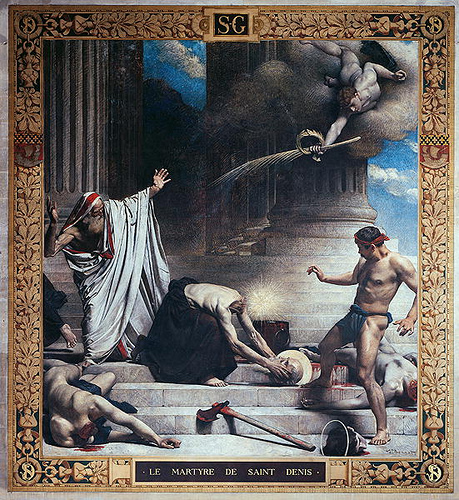
Martyre de Saint-Denis (1880), Paris, Panthéon.

La peinture religieuse de l'époque n'était pas toujours d'une dévotion suffisamment canonique aux yeux de l'Église ou de l'administration qui pourvoyait aux ornements du culte. Bonnat fait partie des rares élus qui parviennent à concilier le Salon et l'autel. Son Saint Vincent de Paul prenant la place d'un galérien, grand succès au Salon de 1866, est conservé à Paris à l'église Saint-Nicolas-des-Champs. Ce tableau à sensation, aux effets anatomiques musclés, rappelle l'Espagne.
Il est l'auteur du Martyre de Saint-Denis, peinture murale de 1880 au Panthéon de Paris.

### Le professeur
Léon Bonnat est nommé chef d'atelier de peinture de 1888 à 1905, à l'École des beaux-arts de Paris, où il forme de nombreux élèves dont Henri de Toulouse-Lautrec, Raoul Dufy, Charles Bernier, Léon Cassel, Gustave Caillebotte et Othon Friesz.
Selon les élèves qui ont traversé ses salles de classe, c'est un excellent professeur. Comme tous les professeurs de l'École, il est chargé d'instiller la liberté d'interprétation et la liberté d'exécution. Il leur fait connaître la peinture espagnole et recommande le voyage à Madrid pour visiter le musée du Prado. Il introduit ainsi « la manière de peindre à l'espagnole », ce qui influencera l'évolution de la peinture française.
Il est élevé à la dignité de Grand-croix de la Légion d'honneur le 14 octobre 1900.
Entre 1900 et 1922, il dirige les Musées nationaux.
Directeur de l'École des beaux-arts en 1905 en remplacement de Paul Dubois décédé, il le restera jusqu'à sa mort.
Il meurt à Monchy-Saint-Éloi en 1922, léguant une importante collection de peintures, de dessins et de sculptures au musée Bonnat-Helleu à Bayonne. Il est inhumé au cimetière Saint-Étienne de Bayonne.

Autoportraits de Léon Bonnat
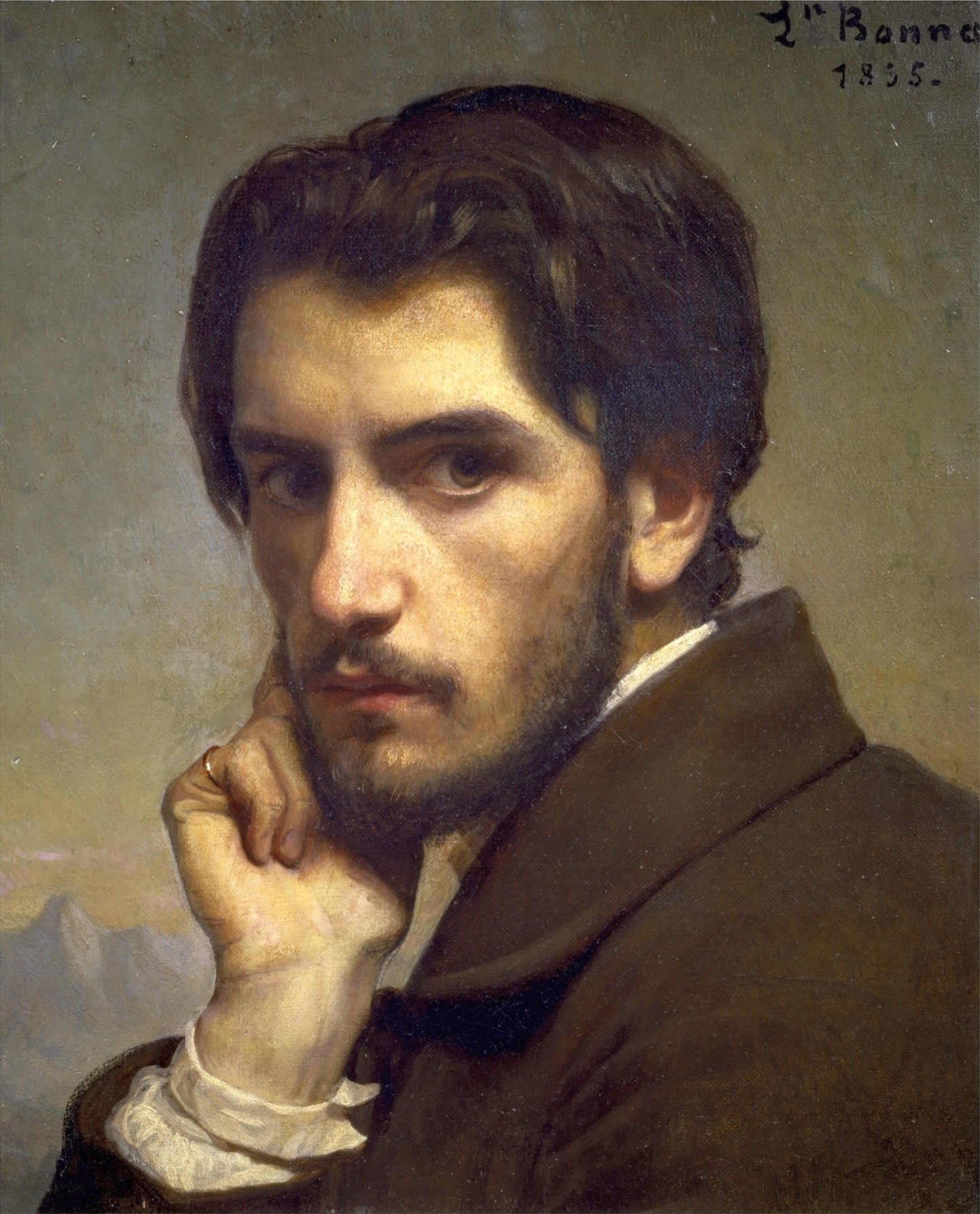
Autoportrait (1855), Paris, musée d'Orsay.
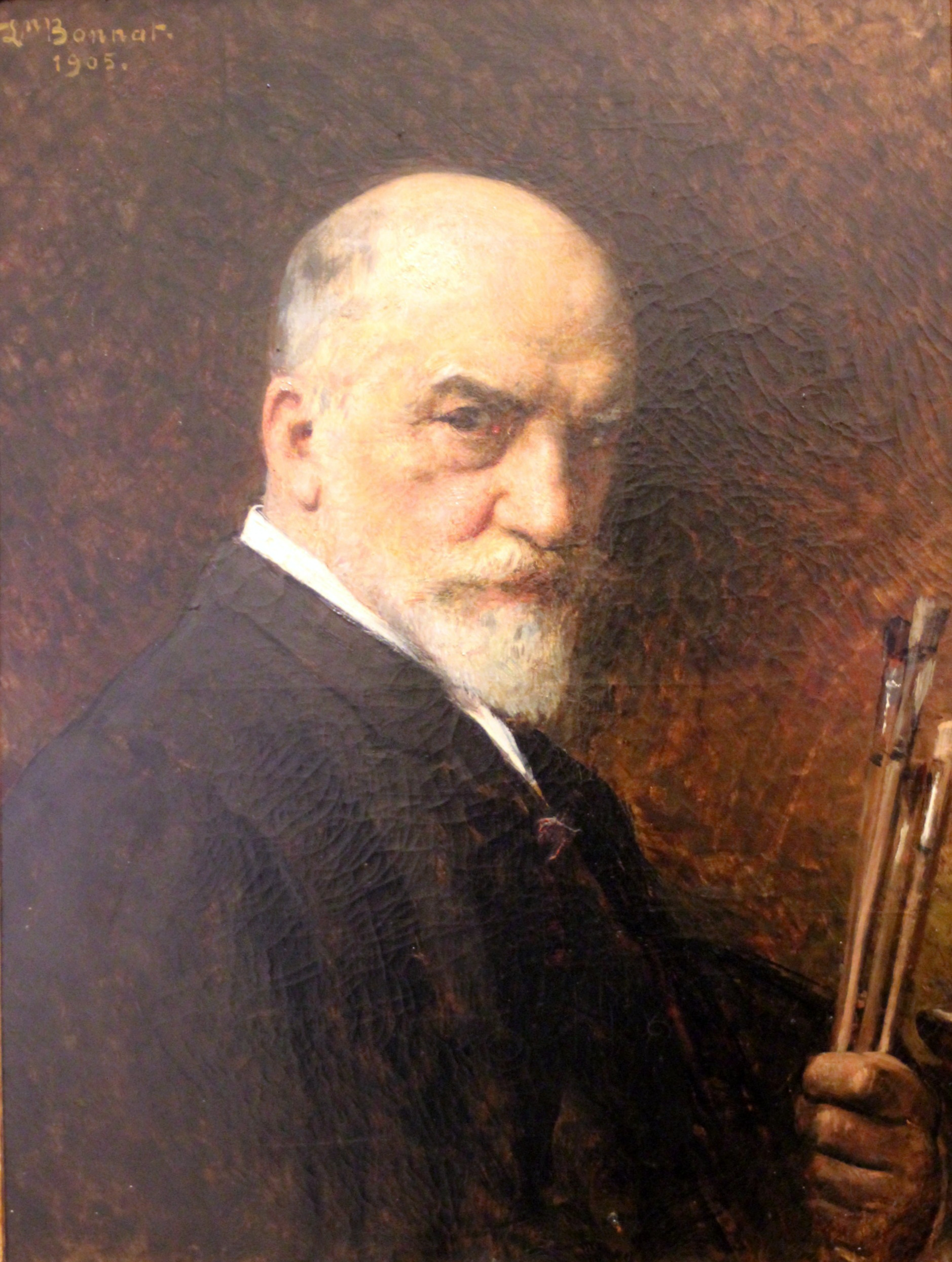
Autoportrait (1905), huile sur toile, 61 × 47 cm Florence, Corridor de Vasari[8].
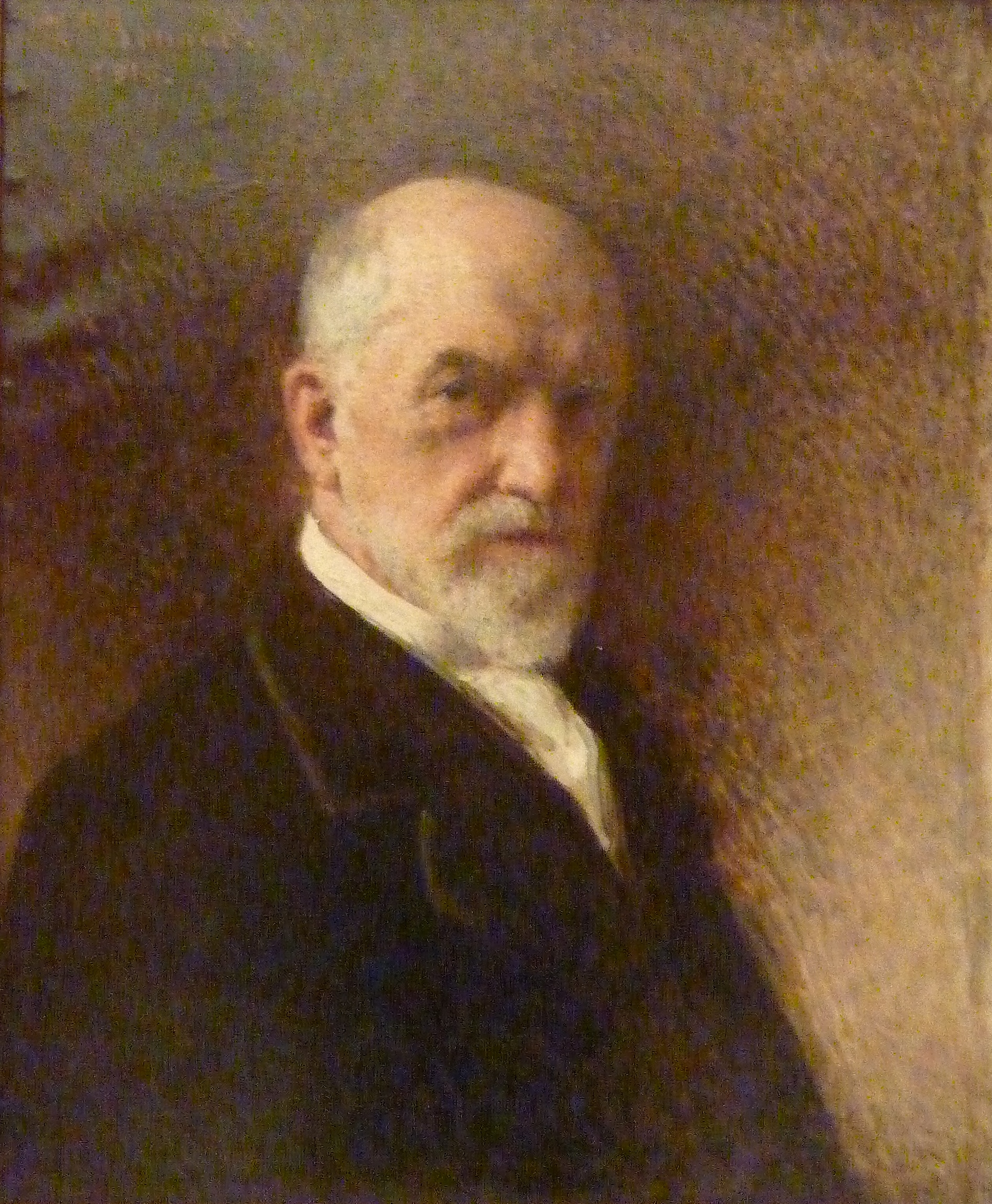
Portrait de l'artiste (1916) huile sur toile, Paris, musée d'Orsay.

## Réception critique
Théophile Gautier rédige une dizaine de critiques sur les tableaux de Bonnat dans Le Moniteur universel. Il dira de ses Paysans napolitains qu'ils sont une « petite merveille ». Il figure ainsi parmi les premiers exposants de la Société nationale des beaux-arts en 1863.
La critique cependant n'a pas toujours épargné Bonnat, qui se plaint dans une lettre à Théophile Gautier du 26 mai 1865 : « on me maltraite fort cette année ». Il fait allusion à la réception d’Antigone conduisant Œdipe aveugle, dont le réalisme semble vulgaire aux critiques habitués aux représentations d'une Grèce classique idéalisée.
Mais il a ses défenseurs, comme Théodore Véron qui voit paradoxalement en lui une des « têtes du mouvement réaliste », et loue à propos d'un Christ « cette dramatique interprétation du Sauveur […] [qui] troubla la plupart des esprits bornés aux sempiternels clichés. Ce fut une révolte générale contre cette insurrection de la pensée libre ».
La dominante brune des toiles de Bonnat a fait l'objet de nombreuses plaisanteries scatologiques chez ses détracteurs, notamment de la part d'Alphonse Allais dans ses chroniques.

## Collections publiques

### États-Unis
- New York, Metropolitan Museum of Art :
  - Aigle liant un lièvre, dit aussi An Eagle catching an Hare, 1898, gravure[13] ;
  - Jeune fille romaine à la fontaine, dit aussi Roman Girl at a Fountain, 1875, huile sur toile[14] ;
  - La Lutte de Jacob, dit aussi Jacob Fighting with the Angel, 1876, gravure[15] ;
  - Pays basque, Saint-Jean-de-Luz, dit aussi Basque Country, Saint Jean de Luz, 1898-99, gravure[16] ;
  - Paysanne égyptienne et son enfant, dit aussi An Egyptian Peasant Woman and Her Child, 1869-70, huile sur toile[17] ;
  - Portrait de John Taylor Johnston (1820-1893), 1880, huile sur toile[18].

### France
- Bayonne, musée Bonnat-Helleu :
  - Autoportrait à dix-sept ans, 1850, huile sur toile, 44 × 34 cm[19] ;
  - Job, 1880, huile sur toile, 162 × 130 cm[6] ;
  - Idylle ;
  - Portrait d'Ignacy Paderewski, huile sur toile, 78 × 58 cm[3].
- Bordeaux, musée des Beaux-Arts :
  - Portrait du vicomte Both de Tauzia, 1881, huile sur toile, 58 × 46,5 cm[20] ;
  - Portrait de Monsieur Daniel Guestier, 1908, huile sur toile, 144 × 112 cm[21].
- Chantilly, musée Condé.
- Creil, musée Gallé-Juillet : Portrait de Marie-Charlotte Trélat enfant[22], dépôt du musée d'Orsay[23].
- Dijon, musée des Beaux-Arts :
  - Paysage de Jéricho, 1868, huile sur toile, 24,8 × 32,9 cm ;
  - Le Sinaï, 1868, huile sur papier marouflé sur toile, 15 × 33 cm ;
  - Arabe enlevant une épine de son pied, vers 1868-1869, huile sur toile, 43,5 × 60,5 cm ;
  - Portrait de Henri Delaborde, 1886, huile sur toile, 70 × 60 cm.
- Nemours, Château-Musée :
  - Lutte de Jacob et l'ange, eau-forte, 31 x 25 cm. 1901.50.1.
- Paris :
  - musée du Louvre : Portrait d’Adolphe Thiers, ancien président de la République française , 1876, huile sur toile, 126 x 95 cm[24].
  - hôtel de ville: Le Triomphe de l'Art.
  - musée d'Orsay : 
    - Portrait de l'artiste, 1855, huile sur toile marouflée sur bois, 46 × 37 cm[25] ;
    - Madame Pasca, 1874, huile sur toile, 222 × 132 cm[26] ;
    - Intérieur de la chapelle Sixtine, 1875-1880, huile sur toile, 46 × 59 cm[27] ;
    - Jules Grévy, 1880, huile sur toile, 111 × 147 cm[28] ;
    - Autoportrait, 1916.
- Versailles, musée de l'Histoire de France.

### Grèce
- Athènes, Pinacothèque nationale : Portrait d'Aimilia Salvagou, 1894[29].

### Italie
- Florence, corridor de Vasari : Autoportrait, 1905.

Œuvres de Léon Bonnat
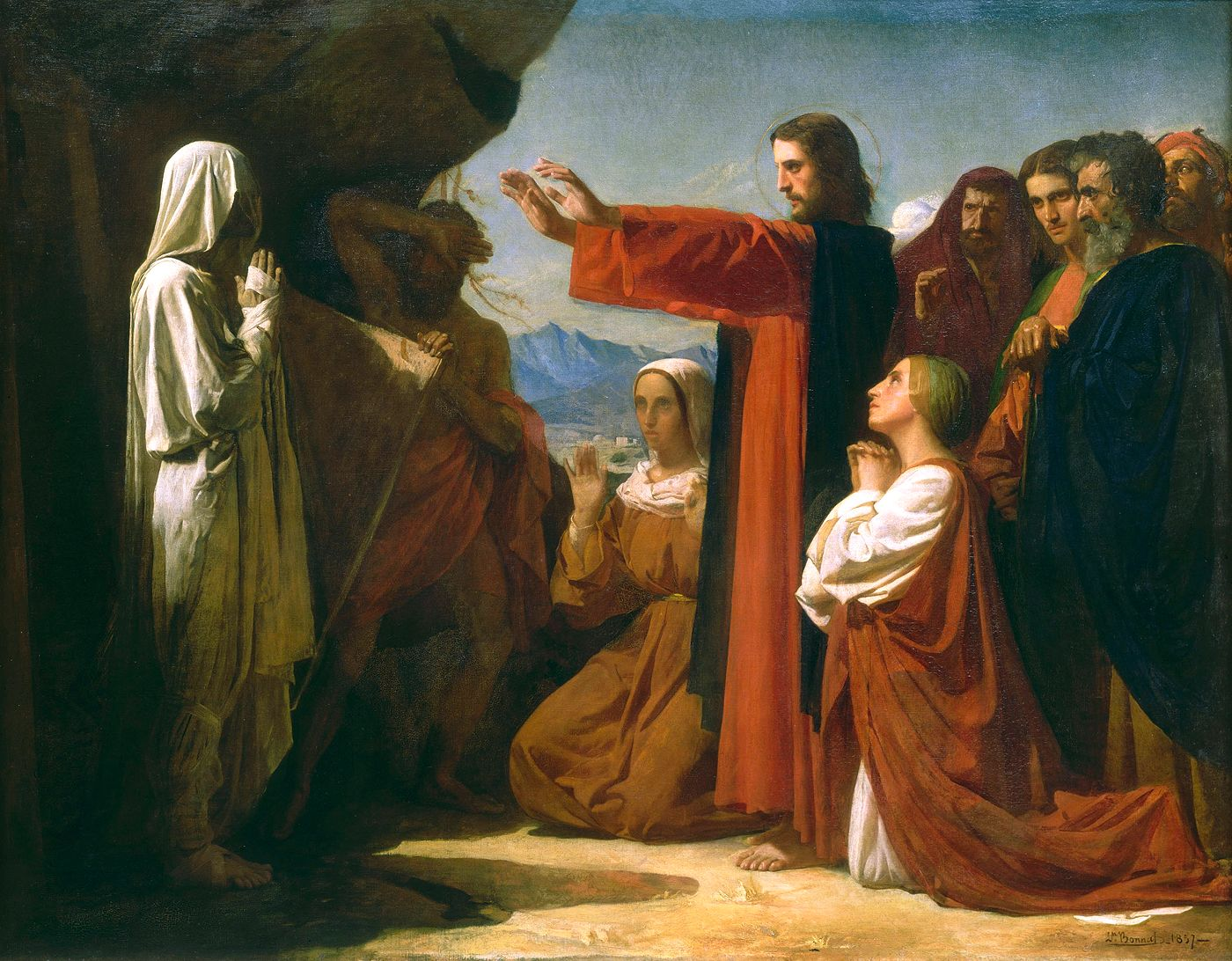
La Résurrection de Lazare (1857), Bayonne, musée Bonnat-Helleu.
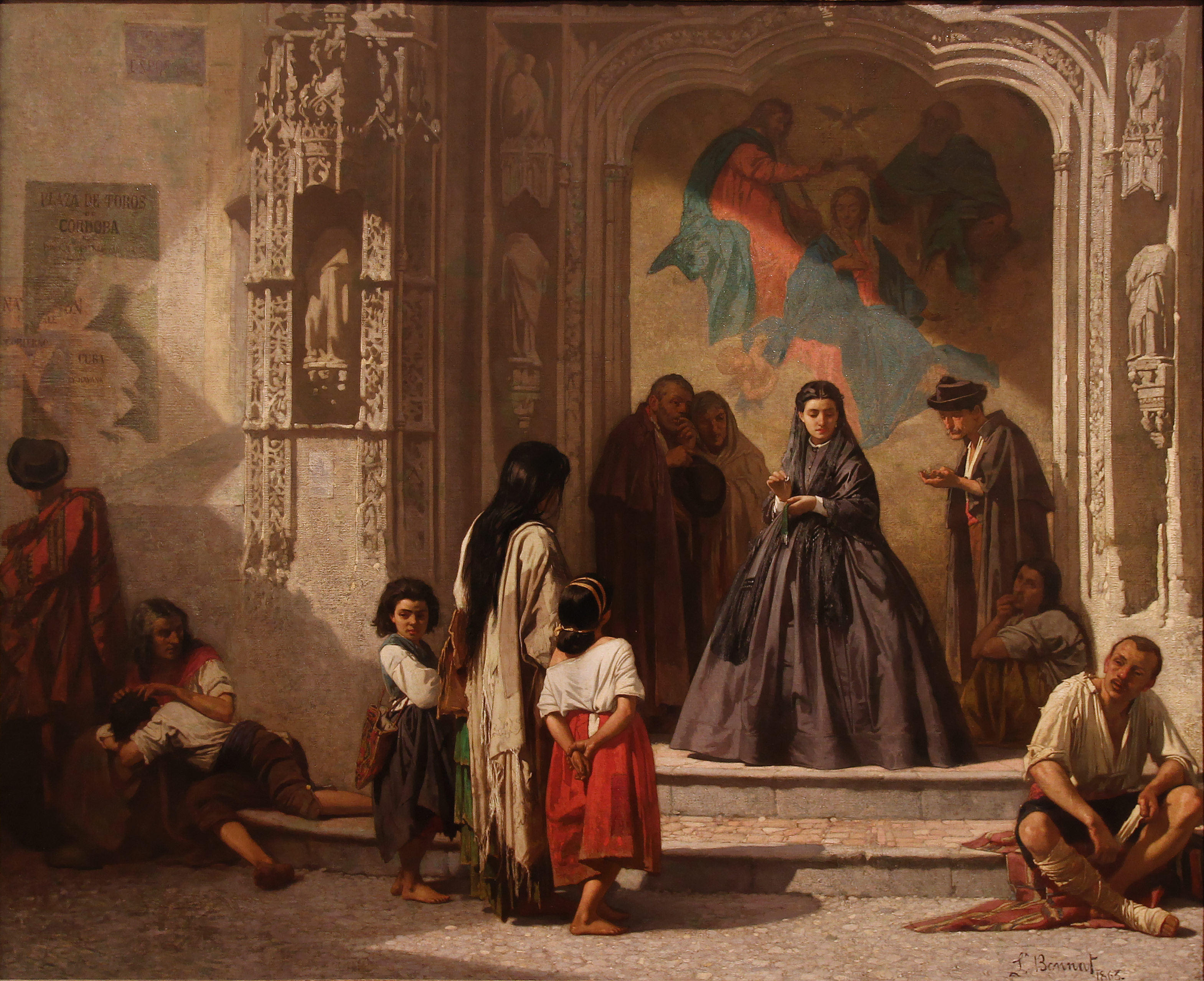
Jeune femme faisant la charité à l'entrée de la chapelle de l'hôpital San Sebastian à Cordoue (1863), Castres, musée Goya.
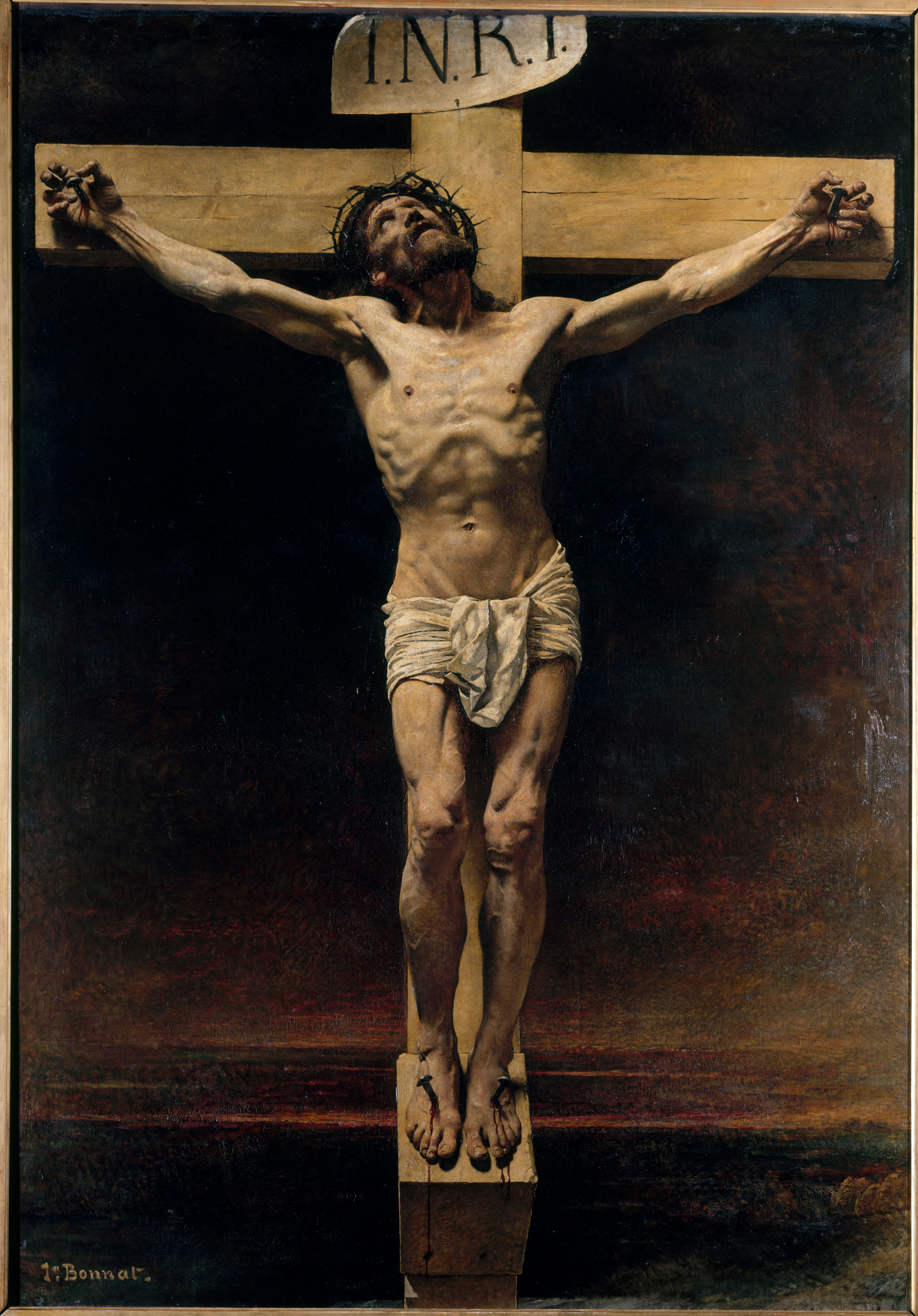
Le Christ en croix (1874), Paris, Petit Palais.
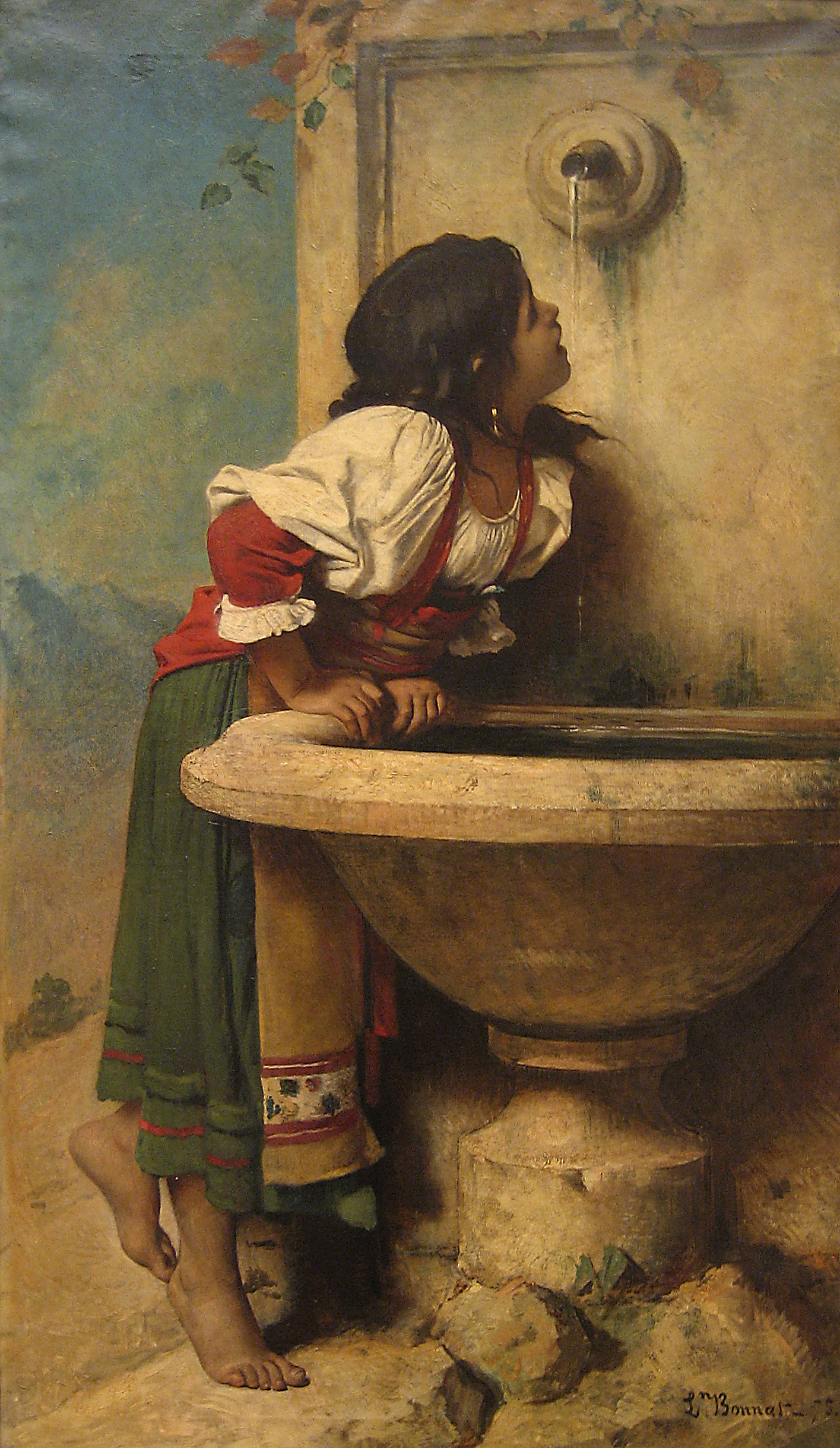
Jeune fille romaine à la fontaine (1875), New York, Metropolitan Museum of Art.
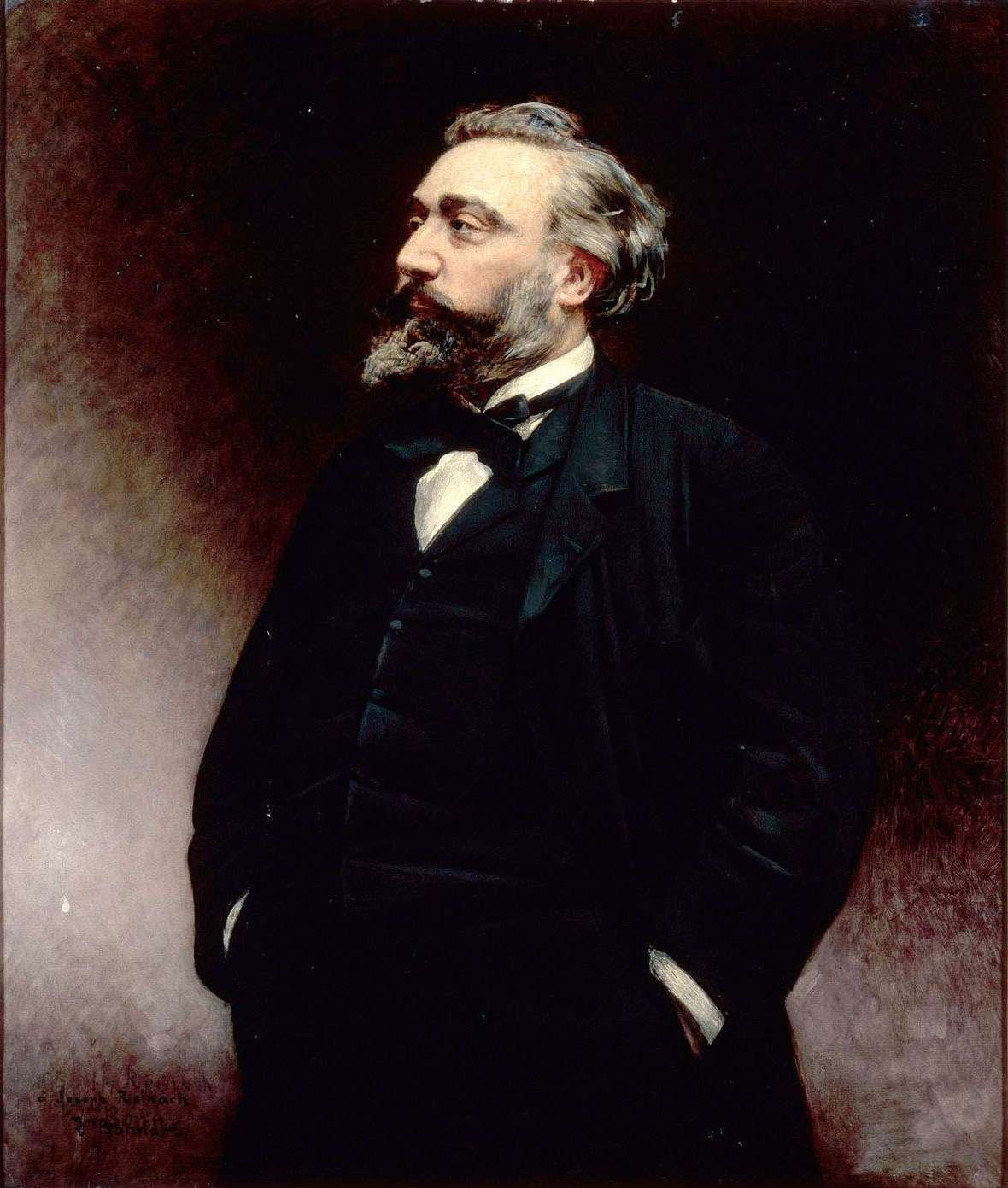
Léon Gambetta (1875), Versailles, musée de l'Histoire de France.
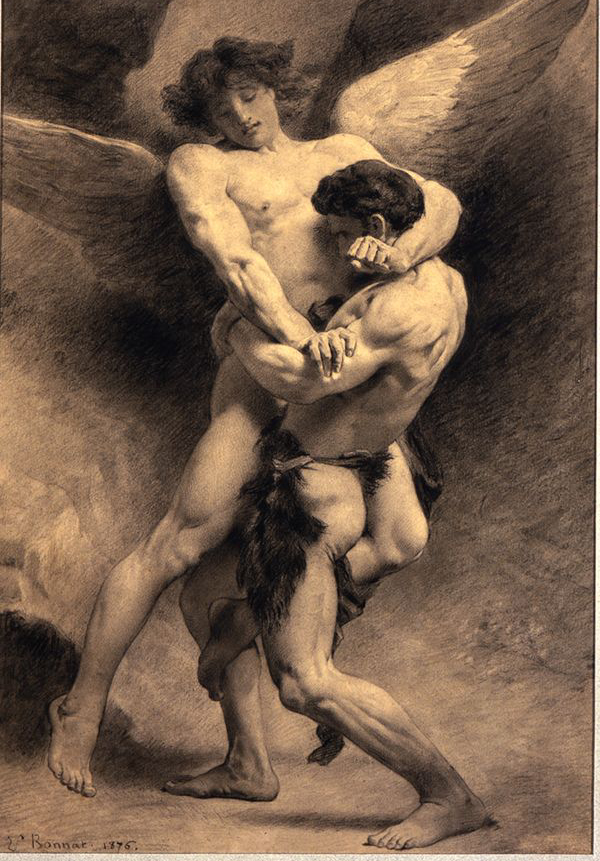
Le Combat de Jacob avec l'Ange (1876), New York, musée d'Art Dahesh.
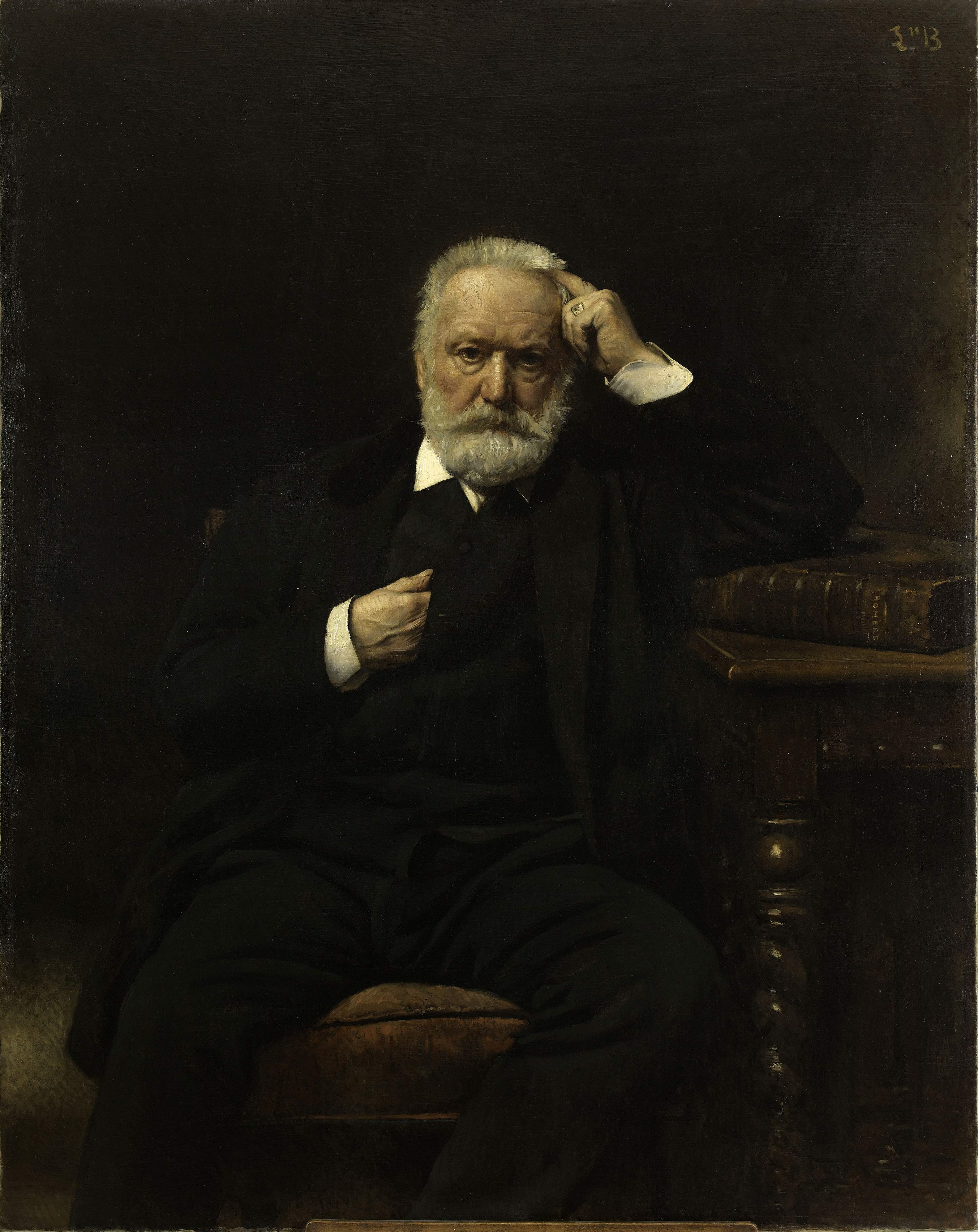
Victor Hugo (1879), Versailles, musée de l'Histoire de France.
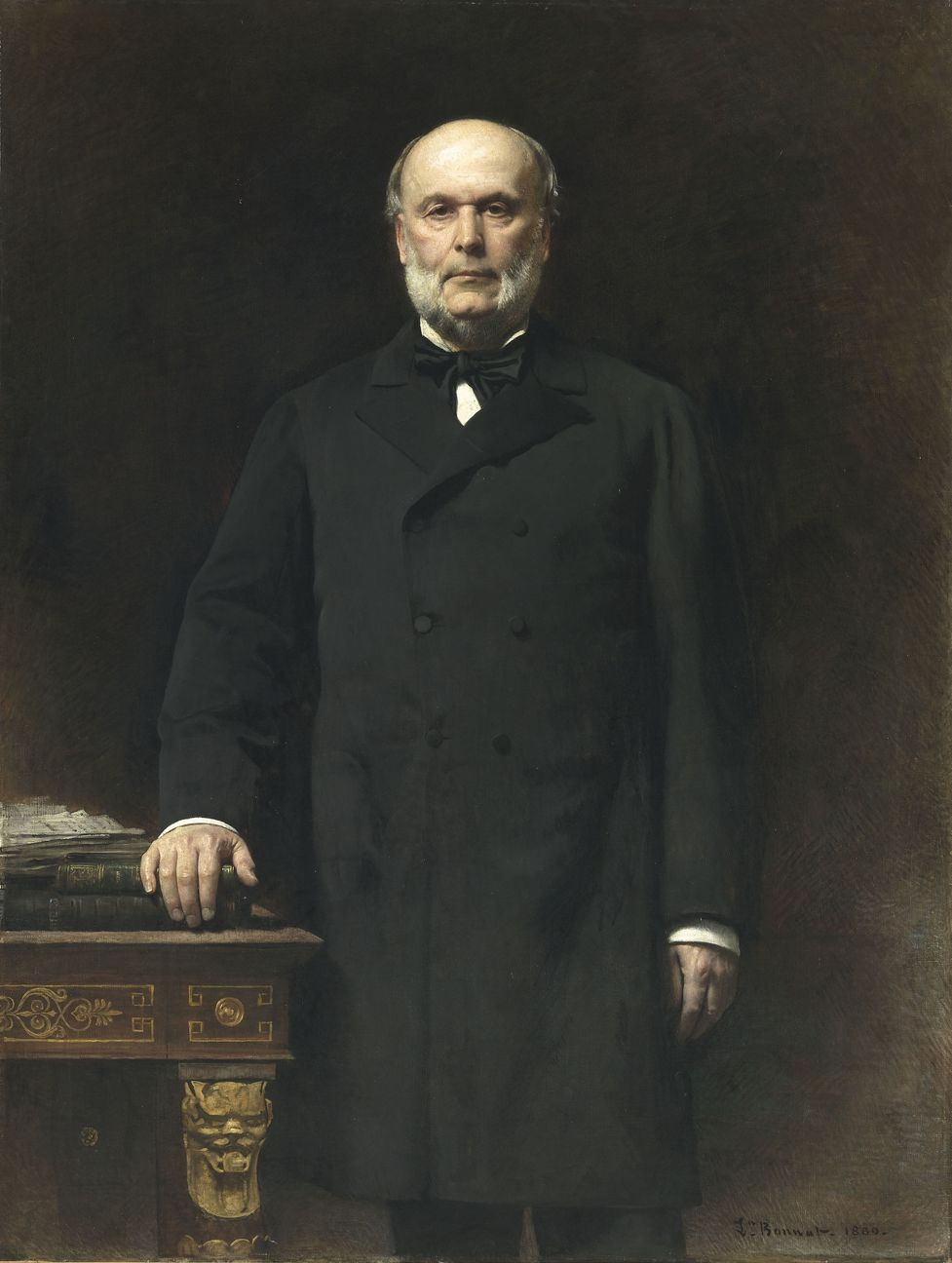
Jules Grévy (1880), Versailles, musée de l'Histoire de France.
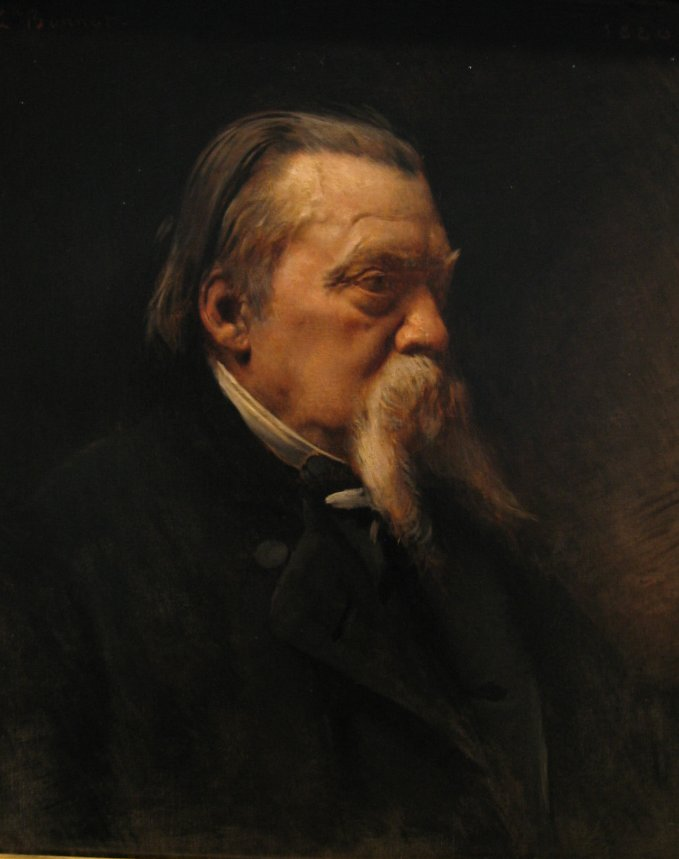
Portrait de Jean Gigoux (1880), musée des Beaux-Arts et d'Archéologie de Besançon.
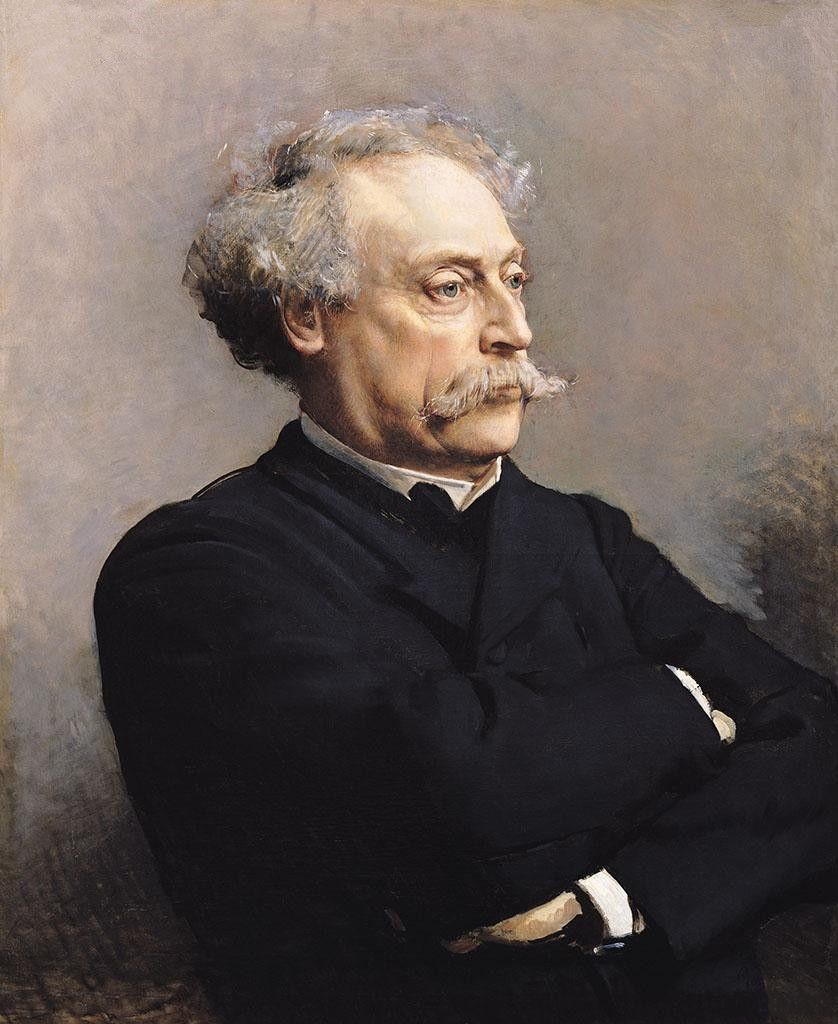
Alexandre Dumas (fils) (1886), Versailles, musée de l'Histoire de France.
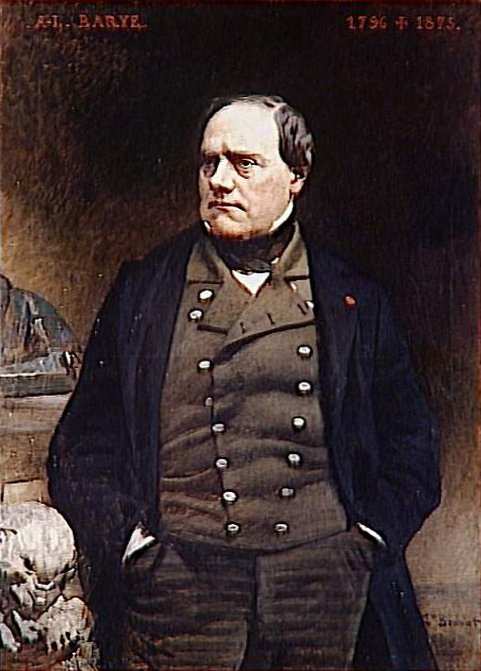
Portrait du sculpteur Barye (1889), Bayonne, musée Bonnat-Helleu.
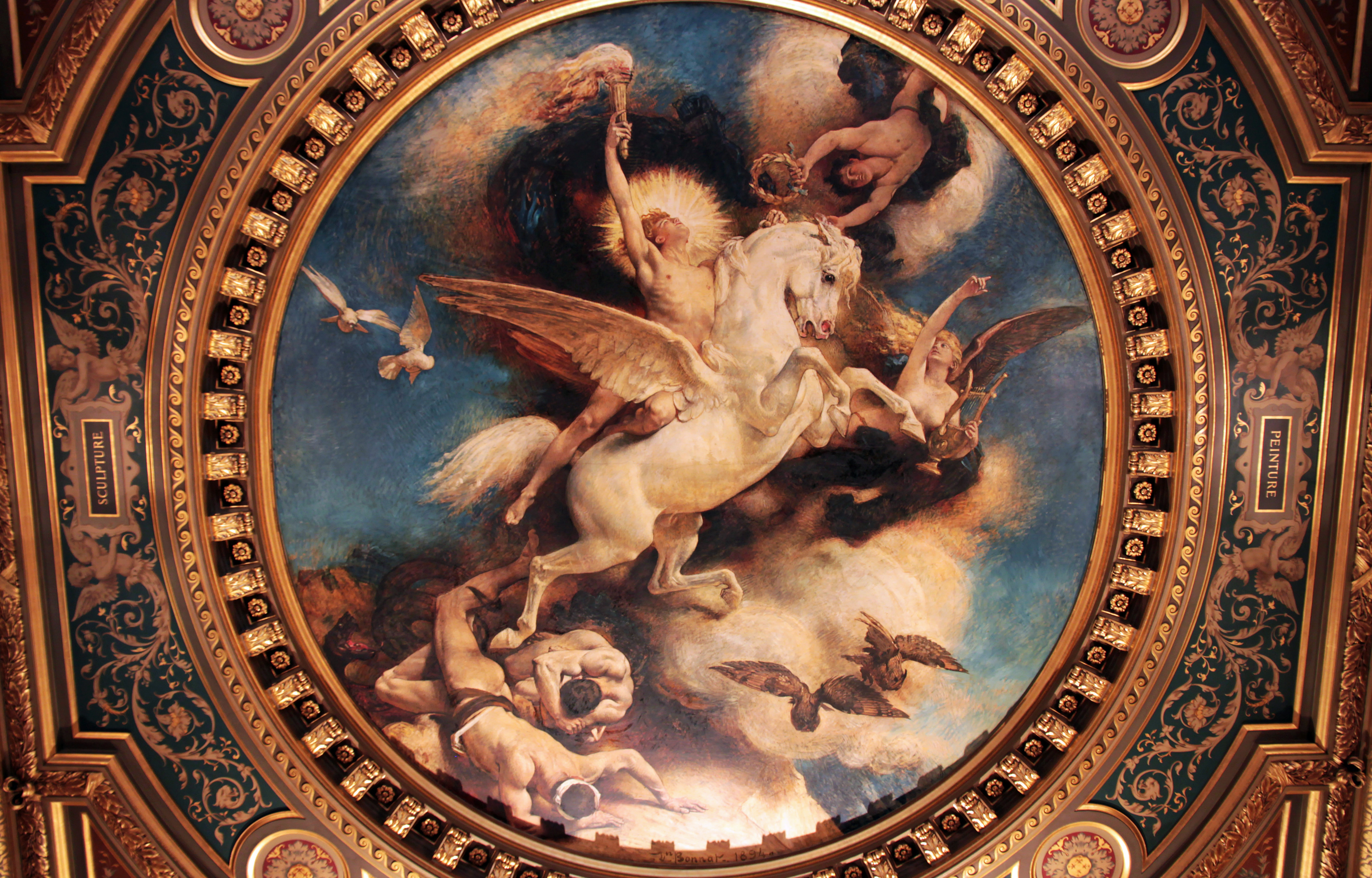
Le Triomphe de l'Art (1894), hôtel de ville de Paris, salon des Arts.

## Élèves
- Raymond Allègre.
- Jules-Charles Aviat.
- Marius Avy.
- Victor Bachereau-Reverchon.
- Léon Barillot[30].
- Marius Barthalot.
- Árpád Basch.
- Henri Beau.
- Julia Beck.
- Jean Béraud.
- Louis Béroud.
- Abel Bertram, en 1890.
- Georges Lucien Boichard.
- Ernest Bouard.
- Ernest Bordes.
- Camille Bourget[31].
- Georges Braque.
- Émile Brisset.
- Raphaël-Albert Broyelle.
- Anna Cabibel.
- Gustave Caillebotte.
- Léon Carré, en 1896.
- Gustaf Cederström.
- Achille Cesbron.
- Paul Charavel.
- Georges Charbonneau.
- René-Louis Chrétien.
- Vittorio Corcos.
- André Eugène Costilhes.
- Eugène Cottin.
- Henri Dabadie.
- Emmanuel Damoye.
- Hippolyte Pierre Delanoy.
- Georges Delfosse[32].
- Jules-Adolphe Delmotte.
- Gabriel Deluc.
- Auguste Desch.
- Charles Descoust.
- Georges de Dramard.
- Raoul Dufy.
- Julien-Adolphe Duvocelle[33].
- Thomas Eakins.
- Hubert-Denis Etcheverry.
- Julius Feld.
- Julie Delance-Feurgard.
- Léo Fontan, vers 1906.
- Stanhope Forbes.
- Othon Friesz.
- Walter Gay.
- Henri Jules Jean Geoffroy.
- Camille Godet, de 1898 à 1900.
- Roger Guit
- Hippolyte Guy
- Paul Graf.
- Paul Antoine Hallez.
- Alexeï Harlamov.
- Robert Harris[34].
- Georges Hébert.
- Alphonse Hirsch.
- Gaston Hoffmann.
- Marguerite Jacquelin.
- Laurent Jacquot-Defrance.
- Charles-Boris de Jankowski.
- William Julian-Damazy.
- Étienne-Auguste Krier.
- Peder Severin Krøyer, entre 1877 et 1881.
- Paul de La Boulaye.
- Charles Laval.
- Raimond Lecourt.
- Adolphe-Frédéric Lejeune.
- Alexis Lemaistre.
- Jean-Julien Lemordant.
- Auguste Leroux.
- Georges Paul Leroux.
- Jean Marchand.
- Anatole Marquet de Vasselot.
- Alfred Nicolas Martin.
- Charles Martin-Sauvaigo.
- Caroline de Maupeou.
- Joseph Paul Meslé, vers 1875.
- André Louis Mestrallet.
- Edvard Munch.
- Louis Muraton.
- Louis Nattero.
- Alphonse Osbert.
- Henri Pailler.
- Eugène Pascau.
- Lucien Pénat.
- Eugène Quignolot.
- Georges Joseph Rasetti.
- Charles Francisque Raub.
- Stanislaw Rejchan
- Perico Ribera.
- Pierre-Gaston Rigaud.
- Arsène-Hippolyte Rivey.
- Gabriel Roby.
- Alfred Roll.
- Maurice Ruffin, en 1900.
- Joseph Saint-Germier.
- Paul Élie Salzedo.
- John Singer Sargent.
- Daniel Saubès.
- Michel Simonidy.
- Henry Siddons Mowbray.
- Georges Souillet.
- Eugène de Suède
- Marc-Aurèle de Foy Suzor-Coté[35].
- Salomon Taib
- Henri de Toulouse-Lautrec.
- Marius Vasselon.
- Fortuné Viguier.
- Charles-Albert Walhain.
- Émile Georges Weiss.
- Gustav Wentzel.
- Henri-Achille Zo.

## Expositions
Entre le 8 juillet et le 31 décembre 2022 est organisée au musée basque et de l'histoire de Bayonne l'exposition « Léon Bonnat, peintre il y a cent ans ». Il s'agit de la première exposition monographique qui lui est consacrée depuis 1924,.

## Hommages
- Rue Léon-Bonnat, dans le 16e arrondissement de Paris.

## Distinction
- Chevalier de l'ordre de Léopold (4 mai 1881)[38].
- Grand-croix de la Légion d'honneur (1900)

### Iconographie
- Ricardo de Los-Rios, Léon Bonnat dans son cabinet de travail, vers 1896, huile sur toile, Bayonne, musée Bonnat-Helleu.  — Notice du catalogue, musée Bonnat-Helleu.
- Paul Boyer, Léon Bonnat, vers 1899, photographie, Collection Félix Potin.